# Teorie lovců a zemědělců
Teorie lovců a zemědělců je teorie o původu hyperkinetické poruchy (anglicky Attention Deficit Hyperactivity Disorder, ADHD), kterou jako první formuloval rozhlasový moderátor Thom Hartmann ve své knize Attention Deficit Disorder: a Different Perception (Porucha pozornosti: jiný pohled). Podle teorie spočívá původ ADHD v tom, že se členové společnosti lovců a sběračů museli přizpůsobit životu ve společnostech založených na zemědělství. Hartmann svoji myšlenku rozvinul nejprve jako mentální model, poté co byla ADHD diagnostikována jeho synovi. „Nejedná se o vědu v pravém slova smyslu a nikdy to ani nebyl můj záměr,“ uvedl autor. Nicméně nedávný klinický výzkum a výzkum v molekulární medicíně genetický původ ADHD, tedy vznik z důvodu evoluční adaptace, podporuje.
Hartmann uvádí, že většina nebo všichni lidé byli po stovky tisíc let kočovnými lovci a sběrači, avšak spolu s rozvojem zemědělství ve většině společností se potřeby postupně měnily a více lidí na celém světě se stávalo zemědělci. V průběhu mnoha let se lidé většinou životu v zemědělských společnostech přizpůsobili, ale jak spekuluje Hartmann, jedinci s ADHD si udrželi některé povahové rysy z dřívější doby lovců.
Důležitým prvkem této hypotézy je myšlenka, že schopnost osob s ADHD intenzivně zaměřit pozornost (hyperfocus) je za odpovídajících okolností darem nebo výhodou. Hypotéza také vysvětluje roztěkanost těchto jedinců a jejich sníženou schopnost udržet pozornost na předmět, který nevyžaduje intenzivní soustředění, spolu s dalšími vlastnostmi jako apatie vůči společenským normám, snížená schopnost plánování a organizační schopnosti, zkreslené vnímání času, netrpělivost, oscilace pozornosti k nejrůznějším, novým nebo zajímavým podnětům a impulzivita. Argumentem je, že lovci z kultur lovců a sběračů, které předcházely zemědělským společnostem, potřebovali intenzivní zaměření pozornosti více než zemědělci.

## Kočovníci
Genetická varianta spojená s ADHD byla častěji zjištěna u kočovnějších populací a také u těch s bohatší migrační historií. Kočovní příslušníci kmene Ariaalů měli také lepší zdraví, pokud měli genetickou variantu DRD4 7R spojenou s ADHD. U pozdějších nekočovných (tedy již usedlých) Ariaalů byl však zdravotní stav jedinců s alelou DRD4 7R o něco horší.

## Věda a teorie lovců a zemědělců
Teorie lovců a zemědělců přichází s myšlenkou, že vysoký výskyt ADHD v dnešní době „představuje jinak normální strategie chování, které se v novém prostředí vzešlém z evoluce (např. ve školní třídě), staly maladaptivními“. Obdobným příkladem, jako byla migrace v kultuře lovců a sběračů, je fakt, že někteří lovci-sběrači s přirozenou predispozicí k těmto různým množstvím stejného genu mohou být hodnotní v určitých typech sociálních skupin nebo pro některé jejich potřeby. Dále se uvádí, že nedostatek „hyperfocusu“ by neměl být jedinou dichotomií u „farmáři versus lovci“, kterou u Hartmannovy hypotézy vnímáme. Z hlediska evoluce byl „hyperfocus“ výhodou, neboť takoví jedinci měli vynikající schopnost lovit a rychle reagovat na predátory. Homininové byli také lovci-sběrači od počátku historie lidstva po 90 % doby jeho vývoje, před evolučními změnami, rozděláváním ohně a bezpočtem objevů, k nimž kultury v době kamenné dospěly. Aby si zlepšili život, vymýšleli lidé užitečné inovace a lepší organizační struktury a potřeba hyperaktivity se v průběhu dlouhé doby pomalu snižovala bez ohledu na to, zda se jednalo o společnost sběračů nebo zemědělců. K. H. Ko dále uvádí, že snižující se potřeba intenzivně zaměřit pozornost vytvářela podmínky pro vznik jazyka.
Genetické varianty, kterými se jedinci s ADHD vyznačují, jsou velmi časté. To znamená, že tento rys byl v minulosti selektivní výhodou. M. M. Glickman a D. K. Dodd (1998) zjistili, že dospělí lidé, kteří na sobě pozorovali symptomy ADHD, na sobě pozorovali ve srovnání s běžnými dospělými vyšší schopnost intenzivního soustředění na „naléhavé úkoly“, jako jsou projekty nebo přípravy pod časovým tlakem. Dospělí ve skupině s ADHD měli jedinečnou schopnost odložit jídlo, spánek a další osobní potřeby a zůstat na naléhavý úkol hluboce zaměřeni po delší dobu. Článek Tima Callawaye v časopise New Scientist z roku 2008 uvádí, že výzkum ADHD a souvisejících povahových rysů v různých kulturách teorii lovců a zemědělců do určité míry podporuje. Podle evolučního antropologa Bena Campbella z University of Wisconsin-Milwaukee je ze studií o Ariaalech, tedy izolovaného kočovného lidu v Keni, patrné, že hyperaktivita a impulzivita (klíčové vlastnosti jedinců s ADHD) jsou pro kočovníky nespornou výhodou. Kočovní Ariaalové navíc vykazují vysokou míru genetické mutace spojené s ADHD, zatímco u Ariaalů s usedlejším způsobem života je míra této mutace nižší. Henry Harpending z University of Utah uvádí, že s touto genetickou mutací „pravděpodobně lépe uspějete v prostředí agresivní konkurence“.